# Der Atheismus und seine Geschichte im Abendlande
Der Atheismus und seine Geschichte im Abendlande von Fritz Mauthner ist eine umfangreiche Geschichte des abendländischen Atheismus. Sie erschien in vier Bänden in der Deutschen Verlags-Anstalt in Stuttgart und Berlin in den Jahren 1920, 1921, 1922 und 1923.

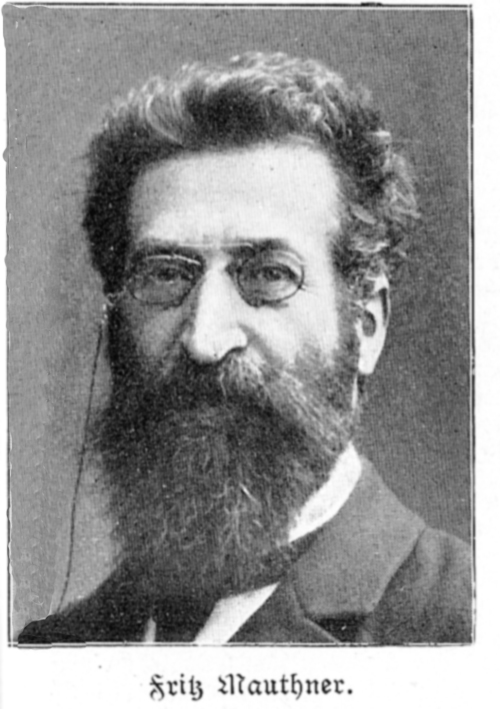

## Einführung
Fritz Mauthner (1849–1923) war ein Philosoph, Kritiker und Schriftsteller, der aus einer assimilierten deutsch-jüdischen Familie stammte und dem Judentum gegenüber entfremdet blieb. Er ist bekannt für seine Arbeiten über Sprache und Philosophie, darunter sein kritischer „unhistorischer Essay“ über Aristoteles. Mauthner untersucht die Entwicklung des atheistischen Denkens, die Herausforderungen, denen sich Atheisten im Laufe der Geschichte gegenübersahen, und die Auswirkungen des Atheismus auf Philosophie, Religion und Gesellschaft.
Der Autor behauptet, dass alle Dogmen – ob religiös oder wissenschaftlich – bloße menschliche Erfindungen seien („geschichtlich gewordene und geschichtlich vergängliche Menschensatzungen“) und dass ihr Ursprung, ihr Aufblühen und ihr Niedergang seine Grundlage in der Geschichte habe. Mauthner versuchte dann zu zeigen, wie der Westen begonnen hatte, den einst dominierenden Gottesbegriff abzuschütteln. Sein Werk sollte also den Zerfall dieses Konzepts nachzeichnen, einer „anthropomorphen Illusion“, die die Menschen über mehrere Jahrtausende in ihren Bann gezogen hatte.
Der Verfasser spannt einen weiten Bogen von der europäischen Antike über die Teufelsfurcht und Aufklärung im sogenannten Mittelalter, die Entstehung der Wissenschaften zu Beginn der Neuzeit bis hin zum Materialismus des 19. Jahrhunderts.
Mauthner, der insbesondere als radikaler Kritiker der Sprache in die Geistesgeschichte einging, veröffentlichte das Werk in den Jahren 1920 bis 1923 und lieferte damit „eine fast einzigartige Kulturgeschichte des Abendlandes vom Standpunkt der religiösen Befreiung“.
Seine Arbeit gilt als bedeutender Beitrag zum Studium des Atheismus und seines historischen Kontextes. Er nähert sich dem Thema mit einer kritischen und analytischen Denkweise und gibt Einblicke in die intellektuellen, sozialen und kulturellen Faktoren, die den Aufstieg und die Verbreitung des Atheismus in der westlichen Welt beeinflusst haben.
Fritz Mauthner schrieb seine Geschichte des Atheismus mit einer verschärften antimetaphysischen Grundhaltung, sein Ansatz ist dabei die Befreiung vom Gottesbegriff.

Das Werk wurde verschiedentlich neu aufgelegt. 2011 erschien das Werk in einer vierbändigen Neuauflage in modernem Satz mit abweichender Paginierung, deren Klappentext das Werk auf engem Raum so umreißt: 

„Neben den rein negierenden Atheisten werden deshalb auch die Lehrer der Vernunft- oder Naturreligion, die Deisten und die Pantheisten, ebenso einige Reformatoren und andere Ketzer dargestellt: kurz, viele, die zur Befreiung vom 'Gotteswahn' beigetragen haben und von anderen Geschichten des Atheismus nicht oder zu knapp behandelt werden. Dabei besticht die Detailfülle ebenso wie das weite Panorama, das Mauthner sprachgewaltig und getragen von souveränem Wissen vor dem Leser ausbreitet.“

Der Fritz Mauthner gewidmete Artikel des sowjetischen Atheistischen Wörterbuchs (1985) beispielsweise wirft dem Verfasser des Werkes vor, dass er die sozialen Bedingungen des Atheismus nicht erkannt und eine unwissenschaftliche Interpretation einer Reihe von atheistischen Lehren gegeben habe, einschließlich der marxistischen.

## Gliederung
INHALTSÜBERSICHT
Inhalt des ersten Bandes

Vorwort 

Einleitung 

I. Geschichte Gottes

II. Philosophen

III. Wahrheit 

IV. Theologie

V. Unsterblichkeit 

VI. Altertum ohne Katechismus 

VII. Mythos 

VIII. Sophisten 

IX. Sokrates 

X. Kyniker 

XI. Epikuros und Lucretius 

XII. Römer 

Erstes Buch 

1. Abschnitt: Pelagianische und manichäische Ketzerei

2. Abschnitt: Geschichte des Teufels

3. Abschnitt: Aufklärung bis zum 13. Jahrhundert

4. Abschnitt: Abu Bekr ibn Tophail

5. Abschnitt: Neue Strömungen seit dem 13. Jahrhundert

6. Abschnitt: Kaiser Friedrich II.

7. Abschnitt: Das Buch von den drei Betrügern

8. Abschnitt: Gottlosigkeit geistlicher und weltlicher Herrscher

9. Abschnitt: Meister Eckhart und Ockam

10. Abschnitt: Kaiser Sigmund und die Hussiten

11 Abschnitt: Die Hexenreligion

12. Abschnitt: Befreiung von der Hexenreligion 

13. Abschnitt: Auslöschen der Hexenbrände

14. Abschnitt: Der Cusaner

15. Abschnitt: Die Reformation. Luther und Erasmus

16. Abschnitt: Die Dunkelmännerbriefe

17. Abschnitt: Rinascimento

18. Abschnitt: Die Reformation in Italien

19. Abschnitt: Der Socinianismus

20. Abschnitt: Die Socinianer in Polen

21. Abschnitt: Sprichwörter und Sagen

Inhalt des zweiten Bandes

Zweites Buch 

1. Abschnitt: Verweltlichung aller Anschauungen 

2. Abschnitt: Entdeckung der Natur

3. Abschnitt: Entdeckung des Menschen und seines Naturrechts

4. Abschnitt: Das Naturrecht 

5. Abschnitt: Die lachenden Zweifler 

6. Abschnitt: Die Lehre vom Tyrannenmord 

7. Abschnitt: Gassendi 

8. Abschnitt: Pierre Bayle – Sieg der Skepsis 

9. Abschnitt: Die Toleranz 

10. Abschnitt: Die Niederlande 

11. Abschnitt: Spinoza – Pantheismus 

12. Abschnitt: Die englischen Deisten 

I. Die Bezeichnung dieser Freidenker und Herbert von Cherbury 

II. Browne, Cromwell, Milton, Blount 

III. Toland 

IV. Collins, Lyons, Whiston, Woolston und einige Geschäftsdeisten

V. Shaftesbury, Tindal, Morgan, Chubb, Bolingbroke 

13. Abschnitt: Die Ganzfreien und die Eigenen 

Inhalt des dritten Bandes

Drittes Buch 

1. Abschnitt: Das neue Frankreich 

2. Abschnitt: Fréret, Montesquieu, Voltaire

3. Abschnitt: Die Enzyklopädisten

4. Abschnitt: Rousseau

5. Abschnitt: Atheistischer Materialismus 

6. Abschnitt: Aufklärung und Pietismus in Deutschland 

7. Abschnitt: Die deutsche Schulphilosophie 

8. Abschnitt: Die wahren deutschen Aufklärer 

9. Abschnitt: Das Zeitalter Friedrichs des Großen 

10. Abschnitt: Schulreformation 

11. Abschnitt: Die große Revolution 

Inhalt des vierten Bandes

Drittes Buch 

12. Abschnitt: Dunkel und Licht in Deutschland 

13. Abschnitt: Kant. Der Atheismusstreit 

14. Abschnitt: Goethe

Viertes Buch

1. Abschnitt: Die Gegenrevolution

2. Abschnitt: Der Sozialismus 

3. Abschnitt: Frankreich 

4. Abschnitt: England 

5. Abschnitt: Deutsche Philosophie nach Hegel 

6. Abschnitt: Der Materialismus 

7. Abschnitt: Das junge Deutschland – 1848 – Von Gutzkow zu Keller 

8. Abschnitt: Das Zeitalter Bismarcks 

9. Abschnitt: Fremde Einflüsse – Der Norden und Osten – Nietzsche 

10. Abschnitt: Der Friede in gottloser Mystik 

Nachwort 

Sach- und Namenregister